# Ен-Маргрет
Ен-Маргрет (енгл. Ann-Margret) је шведско-америчка глумица, певачица и плесачица, рођена 28. априла 1941. године у Valsjöbynу (Шведска).